# Gryllopsis brevicaudatus
Gryllopsis brevicaudatus är en insektsart som beskrevs av Andrej Vasiljevitj Gorochov 1986. Gryllopsis brevicaudatus ingår i släktet Gryllopsis och familjen syrsor. Inga underarter finns listade i Catalogue of Life.